# Þórhallsson
Þórhallsson ist ein isländischer Name.

## Bedeutung
Der Name ist ein Patronym und bedeutet Sohn des Þórhallur. Die weibliche Entsprechung ist Þórhallsdóttir (Tochter des Þórhallur).

## Namensträger
- Höskuldur Þórhallsson (* 1973), isländischer Politiker
- Þorlákur Þórhallsson (1133–1193), isländischer Bischof in Skálholt
- Þröstur Þórhallsson (* 1969), isländischer Schachspieler
- Tryggvi Þórhallsson (1889–1935), isländischer Politiker und Premierminister